# Taperoá (Bahia)
Taperoá é um município brasileiro do estado da Bahia.
O termo que nomeia a cidade tem origem etimológica da língua tupi, e denota o sentido de "o habitante das taperas" ou "ruínas".

## Demografia
Em 2010, a densidade demográfica registrada foi de 22,53 km2 por habitante.
A população estimada em 2020 era de 21 253 habitantes.
A estimativa populacional era de 21.421 para o ano de 2021, número que apresentou crescimento nos últimos 11 anos, já que em 2010 sua população era de 18.748 pessoas, aproximadamente.

## Geografia
Localiza-se a uma latitude 13º32'17" sul e a uma longitude 39º05'55" oeste, estando a uma altitude de 15 metros.
Possui uma área de 410.175 quilômetros quadrados, fazendo limite com os municípios de Nilo Peçanha, Cairu, Valença, Presidente Tancredo Neves, Teolândia e Wenceslau Guimarães.
Taperoá faz parte do Baixo Sul, região que reúne 362 659 habitantes.
Pertence à região de influência de Valença - Centro Subregional B (3B).
O município pertence se encontra na mesorregião do Sul Baiano, na região intermediária de Santo Antônio de Jesus, e se encontra na região imediata de Valença.

### Clima
É caracterizada pelo clima Tropical Úmido, com temperatura média anual de 23,7ºC, seu período chuvoso se dá entre os meses de fevereiro e agosto, e a sua pluviosidade anual média é de 882 mm.

### Solo
No município, os solos facilmente encontrados são: Latossolo, Alissolo, Espodossolo, e Neossolo.

### Vegetação
O tipo de vegetação encontrada varia entre Floresta Ombrófila Densa e formações Pioneiras, com influência fluviomarinha (Mangue).

### Hidrografia
Taperoá faz parte da Bacia do Rio Vaza - Barris e da Bacia do Rio Inhambupe sendo seus principais rios o Rio Caraíbas ou Quingomes, Rio Inhambupe, Riacho da Vargem, Rio Paracatu e Rio Vitória.

## Cultura
O samba de roda tem forte influência na Bahia, lugar onde se originou. Na cidade de Taperoá, os moradores mencionam que aconteciam rodas de samba mirim, o que acredita-se que contribuíra para a preservação dessa prática, e principalmente para o contato direto com o patrimônio cultural.

## Infraestrutura

### Educação
No ano de 2010, a taxa de escolarização para as crianças de 6 a 10 anos de idade foi de 96,1%.
Em relação ao Índice de Desenvolvimento da Educação Básica (IDEB), em 2021, a pontuação alcançada nos anos iniciais do ensino fundamental da rede pública foi 4,9. Foram contabilizadas 2.885 matrículas e 47 estabelecimentos, empregando 156 docentes.
Já no ensino médio, em 2021 foram efetuadas 376 matrículas e empregados 19 docentes, e registrado apenas 1 estabelecimento específico para esse grau de formação.

### Saúde
Em 2020, a taxa de mortalidade infantil no município apresentou 13,95 óbitos por 1.000 nascidos vivos, número acima da média nacional (13,3 óbitos por 1.000 habitantes).
Em relação à estabelecimento de saúde público (SUS), o município, em 2009 contava com 6 estabelecimentos.

## Economia
Em 2015, o percentual das receitas oriundas de fontes externas foi de 93,3.
Em 2017, o total de receitas somadas foi de R$ 48.031,260. Nesse mesmo período, o total das despensas empenhadas atingiu a marca de R$ 44.891,120.
O salário médio mensal em 2020 era de 2,2 salários mínimos para trabalhadores com carteira assinada.
Ainda em 2020, o número total registrado de pessoas ocupadas foi de 976. O que representa 4,6% da população. Enquanto o PIB (Produto Interno Bruto) per capita foi de R$ 8.887,28. No entanto, houve domicílios com rendimento mensal de até meio salário mínimo por pessoa.